# مهرجان البحر الأحمر السينمائي الدولي
مهرجان البحر الأحمر السينمائي الدولي أول مهرجان سينمائي دولي في السعودية، وهو مبادرة غير ربحية أطلقتها وزارة الثقافة السعودية؛ بغرض دعم قطاع الأفلام في المملكة وإثراء المحتوى السينمائي المحلي، ويستهدف أيضًا كافة الأعمال العربية الجديدة، وهو مهرجان سنوي عُقدت دورته الأولى خلال الفترة 12- 21 مارس عام 2020، ومقره الدائم في منطقة جدة التاريخية أحد المواقع التراثية المسجلة في قائمة التراث العالمي، ويلتحق بالمهرجان معمل البحر الأحمر للأفلام، الذي يُعد حاضنة لمشاريع الأفلام، وهو معمل تطويري فعال طوال العام؛ لتطوير الإنتاج المحلي السينمائي وفق معايير السينما العالمية.

## تأسيسه وتاريخه
في عام 2019 أعلن الأمير بدر بن عبد الله بن فرحان وزير الثقافة عن 27 مبادرة ستتبناها وزارة الثقافة، كان من ضمنها مهرجان البحر الأحمر السينمائي، وتم تسجيل مؤسسة باسم المهرجان وفق الأنظمة السعودية، ووقع الاختيار على جدة التاريخية لتكون المقر الرئيسي، وعُيّن المخرج والمنتج السعودي محمود صباغ مديرًا ورئيسًا تنفيذيًا للمؤسسة، فيما يرأس وزير الثقافة مجلس أمناء المؤسسة.
وفي 10 مايو 2020م أعلن عن تعيين محمد عبد العزيز التركي رئيساً تنفيذياً لمؤسسة مهرجان البحر الأحمر السينمائي الدولي خلفاً لمحمود صباغ.

## أهدافه
1. دعم أسس صناعة السينما السعودية والعربية.
2. خلق سوق أفلام نشط يعزز حيوية المجتمع السعودي.
3. تشجيع فرص التبادل الثقافي بين دول العالم.
4. تعزيز التنوع الاقتصادي في المملكة.
5. وضع منصة رائدة في عرض السينما السعودية والعربية والدولية.[2][3]

## أقسامه
1. مسابقة البحر الأحمر للفيلم القصير.
2. خارج المسابقة.
3. سينما السعودية الجديدة.
4. المسابقة الرئيسية:[3]

## مسابقات وفعاليات

### تحدي صناعة الأفلام خلال 48
في يونيو 2022 أعلن مهرجان البحر الأحمر السينمائي الدولي عن مسابقة جديدة للأفلام القصيرة الهادفة إلى دعم صانعي الأفلام والمبدعين في السعودية بالتعاون مع المركز الثقافي الفرنسي، والقنصلية الفرنسية في مدينة جدة، والسفارة الفرنسية في مدينة الرياض ، وذلك لإنتاج أعمال سينمائية جديدة خلال 48 ساعة. ورأس لجنة التحكيم الممثل ظافر العابدين، وضمت لجنة التحكيم كلاً من المخرج والصحافي وائل أبو منصور، والمخرج وكاتب السيناريو الفرنسي كلود موريراس.
وأعلن عن نتائج المسابقة في أكتوبر 2022 بفوز فريق «Bright Frame» بقيادة خالد زيدان الذي أخرج فيلم «الطفل في خزانة ملابسه» مع عبد العزيز العيسى وخالد باسودان. أما الفريق الفائز الآخر فهو «Night Owls» بقيادة تالا الحربي التي أنتجت «عندما يُزهر الورد الأحمر» مع لجين سلام، وناتالي سراج، ورغدة باحارث، ومضاوي اليحيى.

### برنامج كلينك لكتابة الأفلام القصيرة
في أكتوبر 2022 أعلن مهرجان البحر الأحمر السينمائي عن عقد اتفاقية تعاون مع معهد جوته الألماني بالتعاون مع أكاديمية بادن-فورتيمبرج للسينما في لودفيجسبورج بألمانيا لإطلاق برنامج كلينيك لكتابة الأفلام القصيرة، ويستهدف البرنامج صانعي الأفلام والكتاب الواعدين متضمناً ثلاث ورش عمل لكتابة السيناريو بالإضافة لفترة إنتاج مدعومة وذلك لمدّة عام كامل.

### مسابقة السينما التفاعلية
في أكتوبر 2022 أعلن مهرجان البحر الأحمر السينمائي الدولي عن برنامج مسابقة السينما التفاعلية الذي يحتفي بالتقنيات والابتكارات السينمائية الجديدة، و"يعرض البرنامج 10 أعمال من أفضل إبداعات الواقع الافتراضي في السينما العالمية لعام 2022، وتتنافس أعمال «التنبّؤ بالمطر»، و«القط العسيري»، و«ومضة»، و«تأملات في الكون»؛ للفوز بجوائز اليسر الذهبية والفضية التي تبلغ قيمتها 10 آلاف دولار".

### سوق البحر الأحمر
أقيم السوق في الفترة ما بين 3 - 6 ديسمبر 2022 على هامش الدورة الثانية من مهرجان البحر الأحمر السينمائي الدولي، وتضمن السوق برامج مكرّسة لصناعة السينما، وشمل سوق المشاريع وعروض الأعمال قيد الإنجاز. وينطلق من هدف مدّ جسور التواصل مع قطاع صناعة السينما في كلٍّ من العالم العربي وأفريقيا، وتشجيع ورعاية المواهب الجديدة وصانعي الأفلام الواعدين، بالإضافة إلى دعم الإنتاج الدولي والإقليمي المشترك للأفلام الأفريقية والعربية مع توزيعها في جميع أنحاء العالم. ومنحت لجنتا تحكيم سوق المشاريع وبرنامج عروض الأفلام قيد الإنجاز في سوق البحر الأحمر العديد من الجوائز للمشاريع الفائزة، بقيمة إجمالية تصل إلى "400" ألف دولار، بالإضافة إلى العديد من الجوائز العينية التي قدمها شريكان جديدان في سوق البحر الأحمر هما: هما شركتا "تيترا فيلم" و"أوتيكونز".

## دورات المهرجان والفائزون

### الدورة الثانية 2022
أقيمت الدورة الثانية من مهرجان البحر الأحمر السينمائي الدولي في الفترة من 1 إلى 10 ديسمبر 2022 تحت شعار (السينما حياة). وقدمت إدارة المهرجان خلال الافتتاح جائزة اليسر الذهبي الفخرية لثلاث مواهب نظير مساهمتهم الاستثنائية في صناعة السينما، وهم: الممثل والمنتج شاروخان من الهند، والمصرية يسرا، والمخرج البريطاني غاي ريتشي.
وعرض المهرجان 131 فيلمًا من الأفلام الطويلة والقصيرة من 61 دولة وبـ 41 لغة، كما استضاف 34 فيلمًا في عرض عالمي أول، و17 فيلمًا في أول عرض عربي، و47 عرضًا لأفلام من الشرق الأوسط وشمال إفريقيا. وعرض في المهرجان مجموعة من الأعمال السعودية الجديدة تضمّ 25 فيلمًا من إنتاج الجيل الصاعد من صانعي الأفلام السعوديين.
الفائزون في الدورة الثانية
مسابقة البحر الأحمر للفيلم الطويل
- جائزة اليُسر الذهبي لأفضل فيلم طويل: (جنائن معلقة) أحمد ياسين الدراجي من العراق.
- جائزة أفضل مخرج: لطفي ناثان عن فيلم (حرقة) من تونس.
- جائزة لجنة التحكيم: (بين الرمال) للمخرج محمد العطاوي من السعودية.
- جائزة أفضل سيناريو: (قرية بلا أطفال) رضا جمالي من إيران.
- جائزة أفضل ممثل: آدم بيسا عن فيلم (حرقة).
- جائزة أفضل ممثلة: عديلة بن ديمراد من الجزائر عن فيلم (الأخيرة).
- جائزة أفضل إنجاز سينمائي: دريد منجم عن فيلم (جنائن معلقة).

مسابقة البحر الأحمر للفيلم القصير
- جائزة اليُسر الذهبي: (على قبر أبي)، جواهين زنتار من المغرب.
- جائزة اليُسر الفضي: (هل سيأتي والديّ لرؤيتي؟) محمد بشير هراوي من الصومال.

مسابقة البحر الأحمر لسينما الواقع الافتراضي
- جائزة اليُسر الذهبي: (عبر الساحة الرئيسيّة)، بيدرو هاريس من ألمانيا.
- جائزة اليُسر الفضي: (يوريديسي)، للمخرج سيلين ديمن من هولندا.

جوائز الجمهور من فيلم العُلا
- جائزة أفضل فيلم: (العمّة)، للمخرج السنغافوري هي شومينغ.
- جائزة أفضل فيلم سعودي: (شيابني هني)، للمخرج زياد الحسيني.
- جائزة النجم الصاعد من شوبارد: سارة طيبة من السعودية.[21]

### الدورة الثالثة 2023
كشفت إدارة مهرجان البحر الأحمر السينمائي الدولي، عن قائمة الأفلام المشاركة في الدورة الثالثة، التي تقام في الفترة من 30 نوفمبر إلى 9 ديسمبر، بمدينة جدة السعودية، تحت شعار "قصتك.. بمهرجانك". ويعرض المهرجان أكثر من 64 فيلماً متنوعاً، منها 36 فيلماً طويلاً وقصيراً من السعودية حيث وصل عدد الأفلام الطويلة السعودية إلى 7 أفلام (هجان، وناقة، وأمس بعد بكرة، وأحلام العصر، ، ومندوب الليل، ونورة، فيلم الافتتاح حوجن)، وهي المشاركة الأكبر من حيث الكم والأكثر تميزاً من ناحية المحتوى والنوع (تراث - إثارة اجتماعية - أكشن - كوميديا - فانتازيا)، في دورات المهرجان منذ تأسيسه عام 2021، بما يعكس تطوراً مستمراً في صناعة الفيلم السعودي التي تنمو بصورة لافتة عاماً بعد آخر.
و11 فيلماً ضمن قسم "روائع عربية"، و17 فيلماً ما بين الروائي والوثائقي والتحريك من جميع أنحاء آسيا وأفريقيا والعالم العربي، في مسابقة البحر الأحمر.
وفي 17 نوفمبر 2023 أعلن مهرجان البحر الأحمر السينمائي الدولي عن العرض العالمي الأول لفيلم "حوجن" (2023). وكرم في افتتاح المهرجان ثلاثة فنانين هم: عبد الله السدحان، وديان كروجر، ورانفير سينغ.
الفائزون في الدورة الثالثة
مسابقة البحر الأحمر للفيلم الطويل
- جائزة اليُسر الذهبي لأفضل فيلم طويل: فيلم (ألسنة اللهب)، إخراج زارار خان.[28]
- جائزة اليُسر الفضي لأفضل فيلم طويل: فيلم (عزيزتي جاسي)، إخراج تارسم سينج داندوار.
- أفضل إنجاز سينمائي: فيلم (نذير شؤم)، إخراج بالوجي.
- أفضل ممثل: صالح بكري، من فيلم (الأستاذ).
- أفضل ممثلة، الفائز: منى حوا، فيلم (إن شاء الله ولد).
- جائزة أفضل مخرج: شوكير خوليكوف، فيلم (الأحد).
- جائزة لجنة التحكيم: فرح النابلسي، فيلم (الأستاذ).
- جائزة أفضل سيناريو: فيلم (ما فوق الضريح)، إخراج كريم بن صالح، وجمال بلماهي.[29]

مسابقة البحر الأحمر للفيلم القصير
- جائزة اليُسر الذهبي: (بتتذكري)، إخراج داليا نملش.
- جائزة اليُسر الفضي: (حقيبة سفر)، إخراج سامان حسین بور، وآكو زاندكاريمي.

جوائز فيلم العلا
- أفضل فيلم من اختيار الجمهور: (فاقد الأمل) من كوريا الجنوبية.
- أفضل فيلم سعودي: (نورة) من المملكة العربية السعودية.[30]

جائزة الشرق لأفضل وثائقي
- كوثر بن هنية، فيلم (بنات ألفة).[31]

جائزة النجم الصاعد من شوبارد
- نور الخضراء.[32]

## الدورة الرابعة 2024
انطلقت الدورة الرابعة من مهرجان البحر الأحمر السينمائي 2024 بتاريخ 5 ديسمبر 2024، بمقره الجديد بمنطقة جدة التاريخية (البلد)، وتتواصل فعالياته لمدة عشرة أيام (من 5 إلى 14 ديسمبر )، بمشاركة الأفلام السعودية والعربية والعالمية، بعضها يُعرض لأول مرة، وأُختير فيلم «ضي» لحفل الافتتاح، وهو إنتاج سعودي مصري، يتناول قصة طفل نوبي في الـ11 من عمره، يعاني مرض «المهق»، لكنه يمتلك صوتاً جميلاً ويحلم بأن يصبح مطرباً شهيراً.

### موقع مهرجان البحر الأحمر السينمائي
يستقبل مهرجان البحر الأحمر السينمائي الحضور يوميًا من الساعة 9 صباحًا حتى 1 بعد منتصف الليل في ميدان الثقافة وباقي أرجاء منطقة البلد بجدّة المصنّفة في “اليونسكو“.